# Britisch-niederländische Beziehungen
Die britisch-niederländischen Beziehungen sind freundschaftlich und beide Länder sind als Teil der NATO enge Verbündete. Zwischen beiden Ländern bestehen eine Reihe von Gemeinsamkeiten. Beide wurden protestantisch reformiert und waren als Handelsstaaten bedeutende Kolonialmächte. Als historische Vorreiter einer bürgerlichen und kapitalistischen Wirtschaftsform sind beide Länder heute parlamentarische Monarchien mit liberaldemokratischer Ausrichtung. Die engen wirtschaftlichen und kulturellen Beziehungen werden auch durch die guten Englischkenntnisse der Niederländer gefördert, so können 90 Prozent der Niederländer Englisch sprechen. Beide Länder haben intensive Wirtschafts- und Handelsbeziehungen etabliert und zwischen britischen und niederländischen Städten bestehen zahlreiche Städtepartnerschaften.

## Geschichte

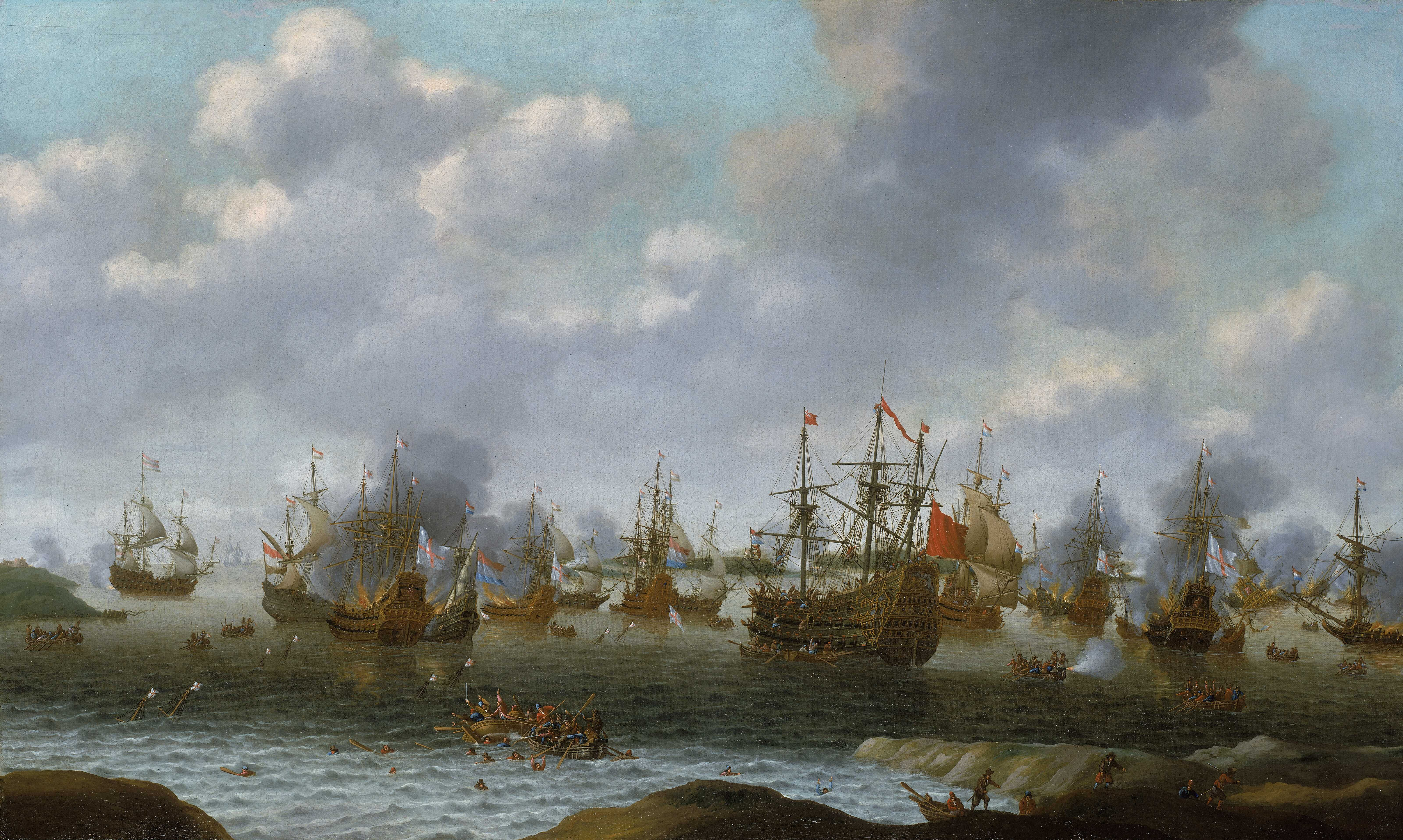
Gemälde einer Seeschlacht während des zweiten englisch-niederländischen Kriegs (1667)

Mitte des 17. Jahrhunderts, nachdem die Niederländer in ihrem langjährigen Unabhängigkeitskrieg ihre Unabhängigkeit von Spanien erlangt hatten und die ehemaligen Königreiche England, Schottland und Irland unter Oliver Cromwells Commonwealth vereinigt wurden, wurde Oliver St. John nach Holland geschickt, um die Möglichkeit einer Vereinigung der niederländischen Republik mit dem Commonwealth als protestantische Seerepubliken zu erörtern, doch der Plan wurde nicht umgesetzt. Stattdessen wurden Briten und Niederländer bald darauf Konkurrenten im Überseehandel als bedeutende europäische Kolonialmächte. Die englisch-niederländischen Seekriege waren eine Reihe von Schlachten und Auseinandersetzungen zwischen England (bzw. dem Königreich Großbritannien) und den Niederlanden im 17. und 18. Jahrhundert. Der vierte englisch-niederländische Krieg (1780–1784) war der letzte davon. In diesen Kriegen ging es vor allem um die Sicherung von Handelswegen und um die koloniale Expansion. Jede Seite konnte jeweils zwei der Kriege gewinnen, die Briten jedoch schließlich zur dominanten Weltmacht aufsteigen.
Die Glorious Revolution bezeichnet den Sturz von König Jakob II. von England im Jahr 1688 durch eine Vereinigung von Parlamentariern mit einer Invasionsarmee unter Führung des niederländischen republikanischen Statthalters Wilhelm III. von Oranien-Nassau (Wilhelm von Oranien), der daraufhin als Wilhelm III. von England (und Wilhelm II. von Schottland) den Thron bestieg. Die wichtigsten Führungskräfte der Tories hatten sich davor mit Mitgliedern der oppositionellen Whigs zusammengeschlossen, um den Katholiken Jakob II. zu stürzen, indem sie Wilhelm von Oranien nach England einluden. Unter seiner Herrschaft führten England, die Niederlande und das Römisch-deutsche Reich jahrzehntelange Kriege gegen Frankreich.

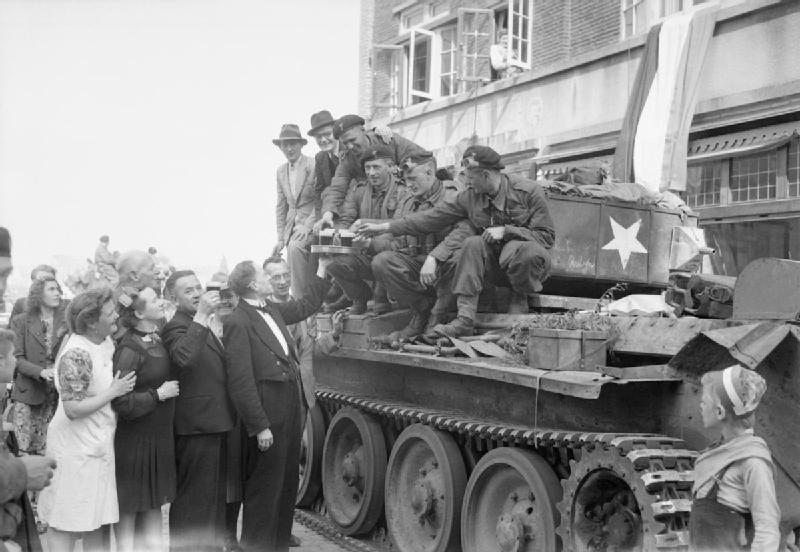
Britische Soldaten in Eindhoven (1944)

Die Briten unterstützten Wilhelm I. im Jahre 1814, König der Niederlande zu werden. Der britisch-niederländische Vertrag von 1814 wurde am 13. August in London zwischen dem Vereinigten Königreich und den Niederlanden unterzeichnet. Der Vertrag gab den Niederländern ihre kolonialen Besitztümer in Amerika, Afrika und Asien zurück, wie sie am 1. Januar 1803 vor dem Ausbruch der Napoleonischen Kriege bestanden, mit Ausnahme des Kaps der Guten Hoffnung und der südamerikanischen Siedlungen Demerara, Essequibo und Berbice, wo die Niederländer Handelsrechte behielten. Darüber hinaus traten die Briten die Insel Bangka an die Niederländer ab und erhielten im Gegenzug die Siedlung Kochi und ihre Nebengebiete an der Küste von Malabar in Indien. Um offene Fragen zu klären, wurde 1824 ein weiterer Vertrag unterschrieben, der den Handel in Südostasien regelte.
Während des Zweiten Weltkriegs (1939–1945) waren das Vereinigte Königreich und die Niederlande enge Verbündete. Nach der deutschen Besetzung der Niederlande 1940 fanden Königin Wilhelmina und die niederländische Regierung Zuflucht in Großbritannien, wo sich in London eine niederländische Exilregierung formierte. Die niederländische Marine brachte die meisten ihrer Schiffe nach England und einige geflohene niederländische Soldaten kämpften auf der Seite der Briten. An der Befreiung der Niederlande von den deutschen Besatzern beteiligten sich britische Truppen. Nach 1945 wurden beide Länder enge Verbündete im Kalten Krieg und 1949 Gründungsmitglieder der NATO. Die Niederlande unterstützte 1973 den Beitritt Großbritanniens zur Europäischen Gemeinschaft, der Vorläuferorganisation der späteren Europäischen Union. Innerhalb der Europäischen Union waren beide Länder bis zum EU-Austritt des Vereinigten Königreichs 2020 enge Verbündete und setzten sich gemeinsam für eine liberale europäische Wirtschaftsordnung und gute transatlantische Beziehungen ein.

## Wirtschaftliche Beziehungen
Beide Länder gelten als frühe Verfechter des Freihandels und des Wirtschaftsliberalismus und waren über Jahrhunderte bedeutende Handelsnationen. Im 21. Jahrhundert besteht eine enge wirtschaftliche Verflechtung zwischen beiden Ländern. Das jährliche bilaterale Handelsvolumen lag 2023 bei knapp 126 Milliarden Pfund Sterling, womit die Niederlande für die Briten der drittwichtigste Handelspartner (mit 7 % des gesamten Handelsvolumens) waren. Mit Royal Dutch Shell, Reckitt Benckiser und Unilever bestanden drei große britisch-niederländische multinationale Unternehmen.

## Militärische Beziehungen
Zwischen beiden Ländern bestehen enge militärische Beziehungen, besonders zwischen der Niederländischen Marine und der Royal Navy. Seit 1973 sind Einheiten des niederländischen Marinekorps bei Übungen und in realen Konfliktsituationen Teil der britischen 3 Commando Brigade. Die Zusammenarbeit hat zu einer umfassenden Integration in den Bereichen Operationen, Logistik und Material geführt. Innerhalb der NATO wird dies als ein Paradebeispiel für militärischen Integration angesehen.
Beide Länder beteiligten sich gemeinsam an der Operation Deliberate Force in Jugoslawien (1995), der Koalition der Willigen im Irakkrieg (2001), der Intervention in Afghanistan gegen die Taliban (2001–2021) und dem Internationalen Militäreinsatz in Libyen (2011) zum Sturz von Muammar al-Gaddafi.

## Diplomatische Standorte
- Die Niederlande haben eine Botschaft in London.
- Das Vereinigte Königreich hat eine Botschaft in Den Haag und ein Generalkonsulat in Amsterdam.

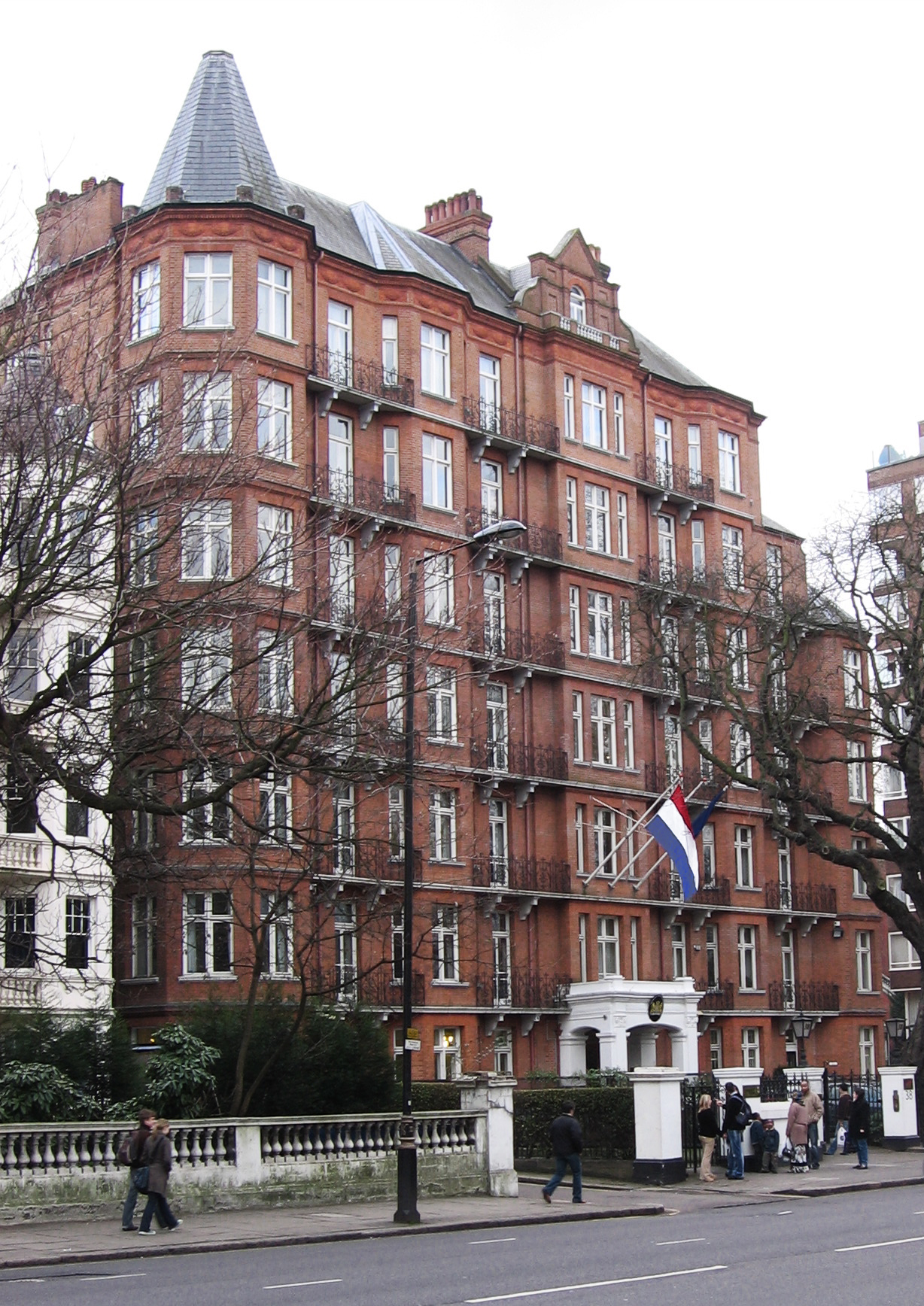
Niederländische Botschaft in London
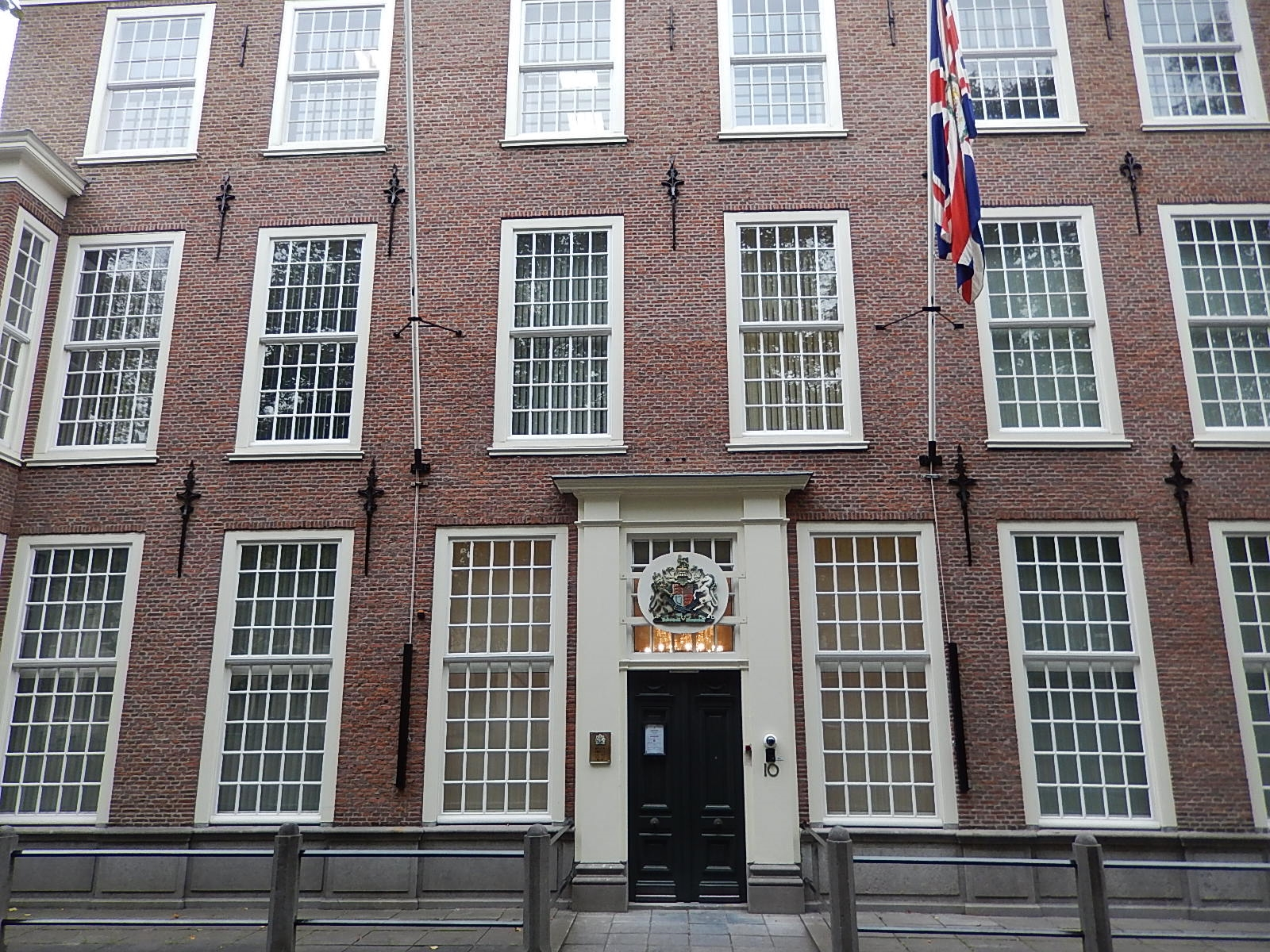
Britische Botschaft in Den Haag